# Anton Melbye (konstnär)
Daniel Herman Anton Melbye, född 13 februari 1818 i Köpenhamn, död 10 januari 1875, var en dansk målare. Han hade två bröder, Fritz och Vilhelm, som likaså var konstnärer.

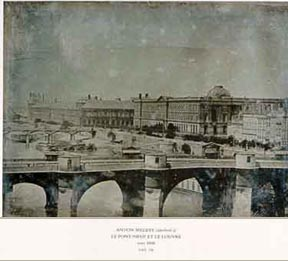
Le Pont Neuf - daguerreotype (1848).

Melbye började i sitt tjugonde år att utbilda sig till marinmålare, dels vid konstakademien, dels i Christoffer Wilhelm Eckersbergs ateljé. Redan 1840 kunde han ställa ut några sjöstycken. Rekommenderad hos konungen, fick han medfölja flottans fartyg på flera långresor. 1846 vann han utställningsmedaljen för Eddystones fyrtorn (i Konstmuseet). Han vistades i utlandet till 1858. Tillbaka i hemlandet blev han medlem av konstakademin och fick 1862 titeln professor. Han bodde sedermera i Köpenhamn, Hamburg och Paris. Största delen av hans rika produktion stannade i utlandet. Under sina senare år utförde han ett stort antal bilder med teckningskol. Flera målningar av Melbye finns i Hamburgs konsthall. Nationalmuseum i Stockholm äger Franska fartyget Le Fleurier i Medelhavet (1866).

## Utmärkelser
- Thorvaldsenmedaljen,  1846[9]
- Riddare av Dannebrogorden,  1858[1]
- Professors namn,  1862[1]

[Redigera Wikidata]